# Királyi Magyar Egyetemi Nyomda

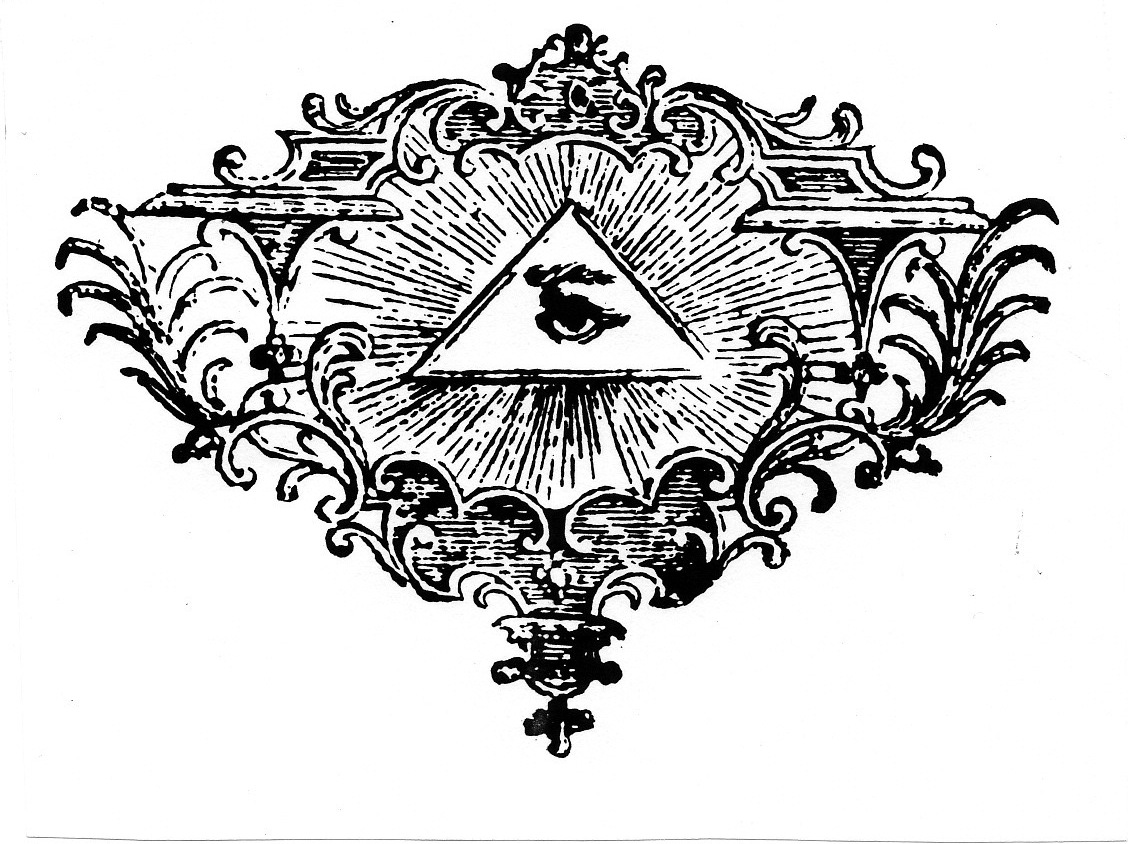
A nyomda gyakran használt záródísze a 17. században

A Királyi Magyar Egyetemi Nyomda az egyik legrégebbi magyar tipográfia.

## Története

### Telegdi Miklós nyomdája
Telegdi Miklós 1577-ben hozta létre az első katolikus tipográfiát Nagyszombatban, amely az egyetemi nyomda ősét képezi. Telegdi megvásárolta az esztergomi káptalantól a nyomdát, melyet Nagyszombatba szállíttatott és saját házában állított fel. 
Pécsi Lukács volt a nyomda mindenese: tipográfusa, korrektora, fametszője. Telegdi halála után Mossóczy Zakariás folytatta a nyomdai tevékenységeket, az eszmei irányító pedig Monoszlói András volt. Az 1577-1609 közötti időszakból 67 kiadványt tartanak számon, ebből 54 magyar, a többi latin nyelvű, főleg kalendáriumok és vallásos művek. Telegdi halála után a nyomda az esztergomi káptalané lett, majd Pozsonyba költöztették, erre viszont nincs levéltári bizonyíték. Tény, hogy létezett egy érseki nyomda, amit Forgách Ferenc (esztergomi érsek) alapított, de az ott használt betűk nem Nagyszombatból származtak.

### A nagyszombati korszak
1635-ben Pázmány Péter megalapította a nagyszombati egyetemet. 1648-ban újraindult a könyvnyomtatás Nagyszombatban amelyhez hozzácsatolták a pozsonyi érseki nyomdát. A nyomda élén a prefektus állt, aki a jezsuita rend tagja volt, míg magát a műhelyt szakember irányította. Az első faktor Mayr Fülöp, őt Willmann Mátyás és Schneckenhaus Menyhért követték. 1674-ben Szentiványi Márton lett a prefektus, aki rövid idő alatt felvirágoztatta a nyomdát. Felújították, bővítették a betűkészletet, díszesebbé váltak a kalendáriumok, hiszen ekkor már fametsző is dolgozott a nyomdában. Az 1674-1685 közötti időszakban a nyomtatványok száma duplájára nőtt. Ezek közül a latin nyelvű munkák voltak túlsúlyban, de megjelentek az idegen nyelvű könyvek is. Szentiványi második prefektussága idején a nyomda a katolikus főúri kultúra szellemi központjává vált. Esterházy Miklós (nádor) és fia Esterházy Pál (nádor) művei itt jelentek meg, valamint Balassi Bálint Istenes énekei, Pázmány Péter prédikációi. Bár a jezsuiták többsége Bécsbe menekült, a nyomda a Rákóczi-szabadságharc idején is működött. 1711 után az ország vezető nyomdája lett Bécs és Pozsony mellett. Fokozatosan szaporodtak az egyetemi disszertációk, a hitviták eltűntek. Ezek mellett történelmi, jogi, bölcsészeti, természettudományi, szépirodalmi, orvosi és kémiai tárgyú szakkönyvek is megjelentek. A 18. században bizományosok árusították a kiadványokat. 1773-ban XIV. Kelemen pápa feloszlatta a jezsuita rendet. Az egyetem és a nyomda állami intézménnyé vált, a Helytartótanács pedig a pozsonyi Landerer-nyomdának adott privilégiumot a nyomtatásra. Folger János prefektussága idején a nyomda bevétele visszaesett, hiszen nem maradtak bizományosai, a külföldi piactól pedig teljesen elszigetelődött. A nyomda így is tovább működött, apróbb nyomtatványokat adott ki. A nagyszombati korszak könyvtermelését körülbelül öt millió példányra becsülik.

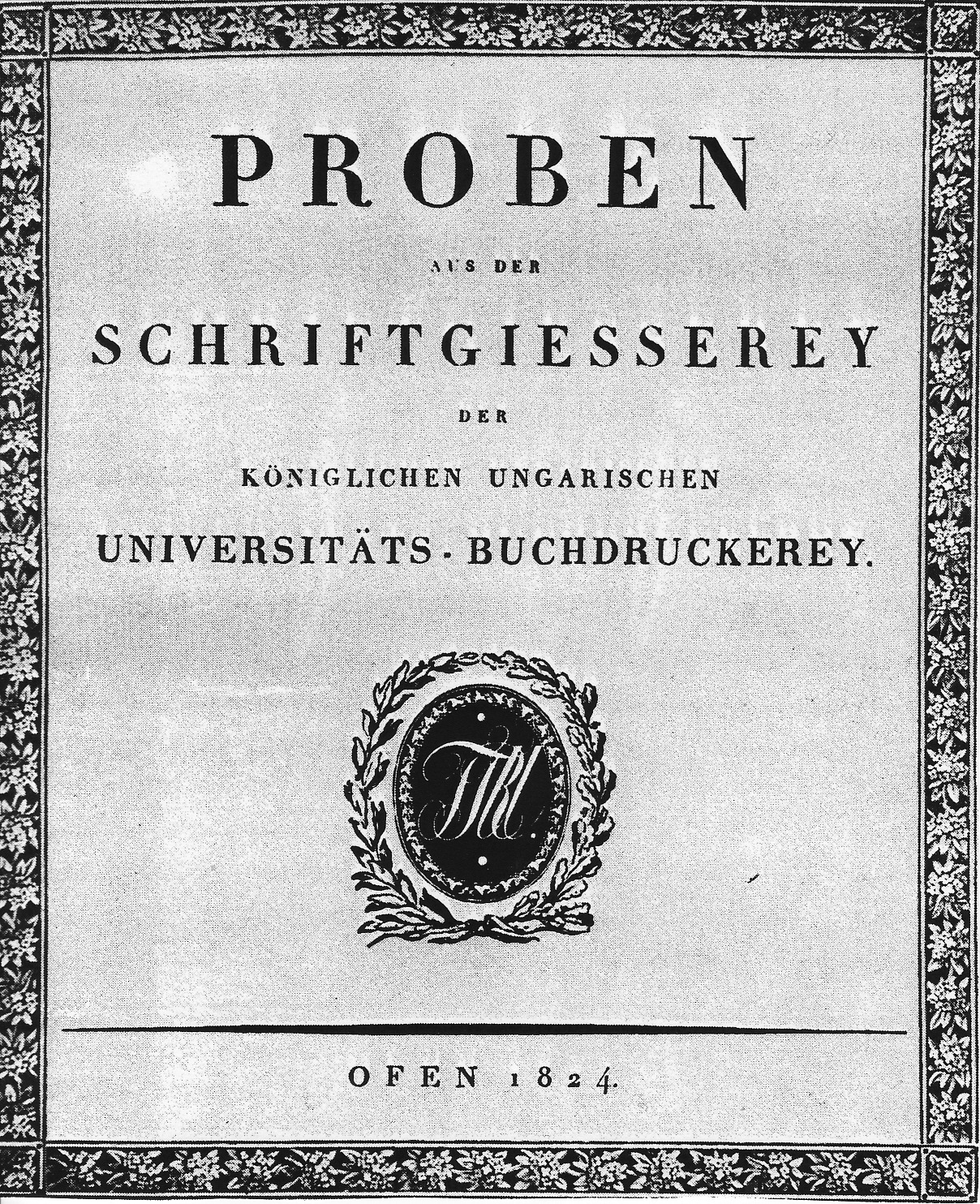
A nyomda legszebb mintakönyve 1824-ből

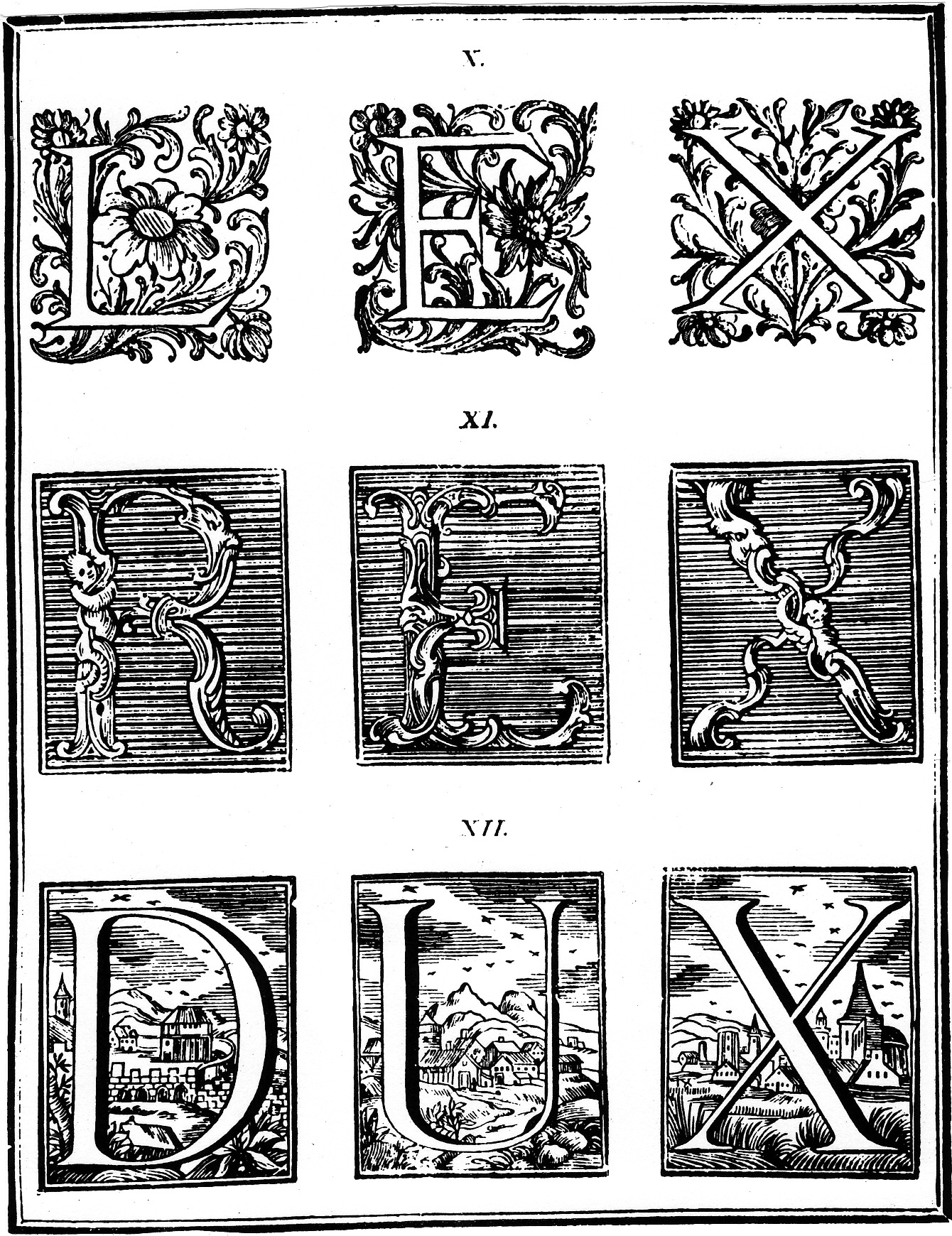
Bikfalvi Falka Sámuel iniciáléi 1824-ből

### Az egyetemi nyomda Budán
1777-ben az egyetemet Budára költöztették a nyomdával együtt. Felszerelésének egy része Nagyszombatban maradt és tovább működött mint fióknyomda 1797-ig, amikor is végleg Budára szállították mivel életképtelennek bizonyult. Állami irányítású tipográfia lett, megszűnt katolikus jellege. A Helytartótanács beleavatkozott a nyomda életébe, csökkent saját kiadványainak száma és egyre több lett a külső megrendelés. A reformkorban az ország valamennyi nemzeti nyelvén meginduló művelődési mozgalmak első nyomdája. Megváltozott a kiadványok nyelvi megoszlása, előtérbe kerültek a nemzeti nyelvű nyomtatványok. 1779-ben Mária Terézia királynő a nyomdára ruházta a tankönyvkiadás kizárólagos jogát. A nagy arányú könyvtermelés következtében egyszerűbbé váltak a kötések, a dekoratív elemek a könyv gerincére kerültek. Jellemzőek a neobarokk, neorokokó és gótizáló kötések. 1795-ben Budára került a bécsi Novakovic-nyomda cirill betűs felszerelése. Ezzel a nyomda privilégiumot kapott a keleti nyelvű könyvek kiadására is. 1804-1838 között Sághy Ferenc lett a gondnok, akinek sikerült nyeresegessé, technikailag fejletté tennie a nyomdát. Falka Sámuel betüöntő szerepe sem elhanyagolható, hiszen fellendítette az öntőműhely termelését, betűi eljutottak más egyetemi központokba is. Sághy korszerűsíteni akarja a nyomdát, John Watts amerikai mestert szerződtette, aki 1818-1824 között sztereotípia-lemezekkel dolgozott. 1819-ben Sághyt felfüggesztették hivatalából különféle visszaelésekre hivatkozva. Falka halála után ismét ő lesz a gondnok, de további újításait nem sikerül véghezvinnie. A 19. század első harmadában megindul a héber könyvnyomtatás is. A forradalom sajtótermékei is itt készültek.

### A nyomda legutóbbi története
Az abszolutizmus korában a nyomda élére császári biztos került. A legsúlyosabb következmény a tankönyvkiadás megszűnése volt, így az üzem kizárólag hivatalos nyomtatványok előállításával foglalkozott. 1859-ben az országos pénzügyigazgatóság fennhatósága alá került, 1861-ben viszont visszanyerte tankönyvkiadói jogát. A dualizmus kora sem hozott újat a nyomda történetében. A két világháború között ismét az ország első tipográfiájának egyike. 1925-1926- tól a nyomda három területen kezdte meg újjászervezni működését: nyomdában, könyvkiadásban, könyvkereskedelemben. Figyelemreméltó vállalkozás volt a Könyvbarátok Szövetsége, később Magyar Könyvbarátok néven szervezett előfizetési akció, amely lehetővé tette olcsó és kiváló művek sorozatos kiadását. Kenyeres Imre szerkesztésében jött létre a könyvbarátok szépirodalmi folyóirata, a Diárium. 1927-ben jelent meg a nyomda történetének első monográfiája. A második világháború után a kormány rendelkezése alatt állt. 1950-ben átköltöztetették, átszervezték és egyesítették a Dohány utcában működő Forrás nyomdával.